# Patrice Luzi
Pour les articles homonymes, voir Luzi.
Patrice Luzi, né le 8 juillet 1980 à Ajaccio, est un footballeur français évoluant au poste de gardien de but.

## Biographie
Formé au Gazélec Ajaccio, il est rapidement repéré et signe à l'AS Monaco où il devient le troisième gardien, titulaire en réserve. Il ne joue qu'un seul match en Ligue 1 (ce qui lui permettra toutefois d'être sacré champion de France). Prêté à Ajaccio, il est la doublure de Stéphane Trévisan et ne jouera que quelques matchs, surtout en Coupe de France. 
Séduit par le football anglais où il veut continuer à apprendre, il rejoint l'effectif de Liverpool. Il signe pour une place de 4e gardien et gravit rapidement les échelons, passant du 4e rang au second.
On le remarque lors d'une rencontre très attendue : il ne joue qu'un match chez les Reds le 7 janvier 2004 lorsqu'il remplace Dudek blessé au cours du match Liverpool-Chelsea. Il préserve le succès de son équipe mais ce sera son seul match avec Liverpool en trois saisons. 
Écarté par l'entraîneur Rafael Benítez, il signe à l'Excelsior Mouscron, où il réalise deux saisons pleines.
Il signe le 22 juin 2007 au Stade rennais pour 3 ans et remplace ainsi Christophe Revault, parti au Havre, en tant que deuxième gardien. Au Stade rennais, il assure un intérim rassurant du gardien titulaire Simon Pouplin. Malgré le retour de ce dernier, il parvient à devenir gardien n°1 pour le reste de la saison. Avec l'arrivée de Frédéric Antonetti à la tête de l'équipe rouge et noire, Patrice est écarté du groupe pro à la mi-novembre 2009 au profit du jeune Cheik N'Diaye pour ne plus y revenir jusqu'à la fin de saison, ne faisant même que de très rares apparitions en CFA.

## Carrière
| Saison      | Club                            | Pays       | Championnat        | Championnat | Championnat | Championnat  | Championnat  | Coupe d'Europe | Coupe d'Europe | Coupe d'Europe |
| Saison      | Club                            | Pays       | Division           | Matchs      | Buts        | Cartons      | Cartons      | Type           | Matchs         | Buts           |
| ----------- | ------------------------------- | ---------- | ------------------ | ----------- | ----------- | ------------ | ------------ | -------------- | -------------- | -------------- |
| Saison      | Club                            | Pays       | Division           | Matchs      | Buts        | Carton jaune | Carton rouge | Type           | Matchs         | Buts           |
| 1990 - 1997 | Gazélec Ajaccio                 | France     | Jeunes             | -           | -           | -            | -            | -              | -              | -              |
| 1997 - 1998 | AS Monaco (réserve)             | France     | CFA                | 2           | -           | -            | -            | -              | -              | -              |
| 1998 - 1999 | AS Monaco (réserve)             | France     | CFA                | 4           | 0           | -            | -            | -              | -              | -              |
| 1999 - 2000 | AS Monaco                       | France     | Ligue 1            | 1           | 0           | -            | -            | -              | -              | -              |
| 2000 - 2001 | AS Monaco                       | France     | Ligue 1            | 0           | 0           | -            | -            | -              | -              | -              |
| 2001 - 2002 | AC Ajaccio prêt par l'AS Monaco | France     | Ligue 2            | 1           | 0           | -            | -            | -              | -              | -              |
| 2002 - 2003 | Liverpool FC                    | Angleterre | Premier League     | 0           | 0           | -            | -            | -              | -              | -              |
| 2003 - 2004 | Liverpool FC                    | Angleterre | Premier League     | 1           | 0           | -            | -            | -              | -              | -              |
| 2004 - 2005 | Liverpool FC                    | Angleterre | Premier League     | 0           | 0           | -            | -            | -              | -              | -              |
| 2005 - 2006 | Excelsior Mouscron              | Belgique   | Jupiler pro League | 26          | 0           | -            | -            | -              | -              | -              |
| 2006 - 2007 | Sporting de Charleroi           | Belgique   | Jupiler pro League | 28          | 0           | -            | -            | -              | -              | -              |
| 2007 - 2008 | Stade rennais                   | France     | Ligue 1            | 19          | 0           | 0            | 0            | C3             | 3              | 0              |
| 2008 - 2009 | Stade rennais                   | France     | Ligue 1            | 0           | 0           | 0            | 0            | C3             | 0              | 0              |
| 2009 - 2010 | Stade rennais                   | France     | Ligue 1            | 0           | 0           | 0            | 0            | -              | -              | -              |

## Palmarès
- 2000 : Champion de France de D1 avec l'AS Monaco
- 2002 : Champion de France de D2 avec l'AC Ajaccio
- 2006 : Finaliste de la Coupe de Belgique 2005-2006 avec le Royal Excelsior Mouscron